# Fokker 50
Fokker 50 — нидерландский ближнемагистральный пассажирский самолёт.
Первый полёт совершил 28 декабря 1985 года. Использовался в качестве регионального самолёта. Самолёт имеет герметичный фюзеляж, убирающееся трехопорное шасси с носовым колесом. Планер этого самолёта в основном аналогичен проверенному самолёту Fokker F27, однако он оснащен турбовинтовыми двигателями Пратт-Уитни Канада PW125B с большей топливной эффективностью и шестилопастными малошумными винтами. Выпускался серийно в 1987—1996 гг. Всего произведено около 220 экземпляров различных версий самолёта.
В 2019 году авиакомпания Amapola Flyg являлась крупнейшим оператором Fokker 50.

## Лётно-технические характеристики

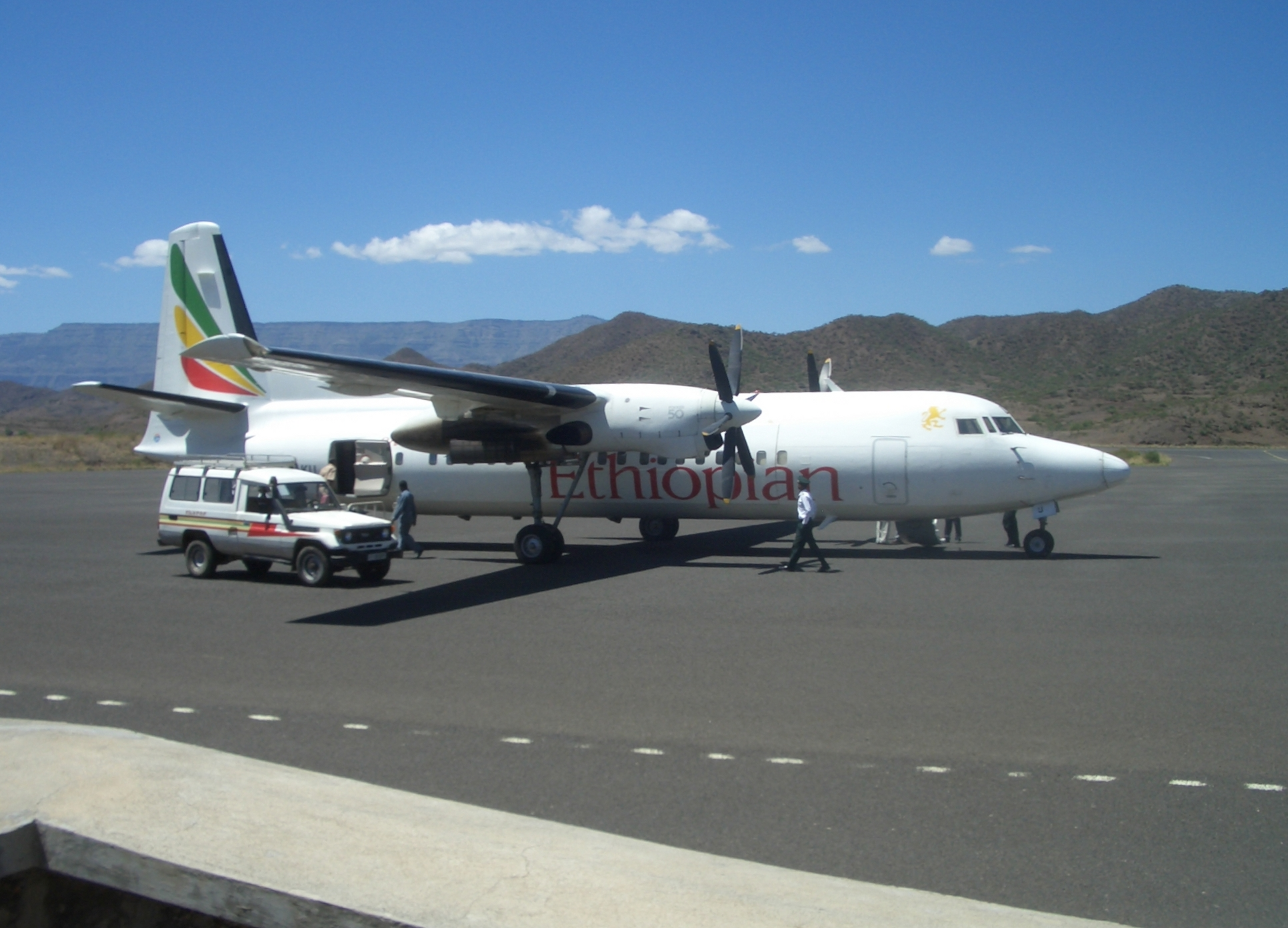
Fokker 50 авиакомпании Ethiopian Airlines в аэропорту Lalibela

Технические характеристики
- Экипаж: 2 человека
- Пассажировместимость: до 58 человек
- Грузоподъёмность: 5 670 кг
- Длина: 25,24 м
- Размах крыла: 29,0 м
- Высота: 8,31 м
- Площадь крыла: 70,0 м²
- Масса пустого: 12 520 кг
- Максимальная взлётная масса: 20 820 кг
- Силовая установка: 2 × ТВД Pratt & Whitney Canada PW125B
- Мощность двигателей: 2 × 2 500 л.с. (2 × 1 864 кВт)
- Воздушный винт: Dowty Rotol (c) R352/6-123-F/1
- Диаметр винта: 3,66 м

Размеры пассажирской кабины
- Длина: 15,96 м
- Максимальная ширина: 2,5 м
- Максимальная высота: 1,96 м

Лётные характеристики
- Крейсерская скорость: 550 км/ч
- Практическая дальность: 1 120 км (50 пассажиров)
- Практический потолок: 7 620 м (25 000 футов)

## Потери самолетов
По состоянию на 31 октября 2020 года в общей сложности в результате катастроф и серьёзных аварий были потеряны 16 самолётов Fokker 50.  Fokker 50 пытались угнать 3 раза, при этом погибли 2 человека. Всего в этих происшествиях погибли 110 человек.
| Дата     | Бортовой номер | Место катастрофы | Жертвы | Краткое описание |
| -------- | -------------- | ---------------- | ------ | --- |
| 15.09.95 | 9M-MGH         | Тавау            | 34/53  | При заходе на посадку, из-за ошибок экипажа и служб УВД, коснулся поверхности за 500 метров до торца ВПП и разбился при попытке ухода на второй круг. |
| 06.11.02 | LX-LGB         | близ Нидеранвена | 20/22  | Разбился при заходе на посадку из-за грубых ошибок экипажа.                                                                                           |
| 17.01.03 | PH-FZE         | Мелилья          | 0/19   | Совершил грубую посадку и получил повреждения из-за ошибок экипажа.                                                                                   |
| 17.01.03 | ST-ARA         | Адар-Йейл        | 0/45   | На пробеге, избегая столкновения со стаей птиц, экипаж свернул с ВПП, самолёт получил серьезные повреждения.                                          |
| 10.02.04 | EP-LCA         | Шарджа           | 43/46  | При подлёте к ВПП включился реверс на обоих двигателях, самолёт потерял высоту и разбился.                                                            |
| 10.05.11 | OO-VLE         | Роттердам        | 0/0    | Поврежден при техобслуживании в аэропорту — сложились основные стойки шасси.                                                                          |
| 10.11.11 | 5Y-VVK         | Гурель           | 0/н.д. | При посадке выкатился за пределы ВПП и получил повреждения.                                                                                           |
| 15.11.12 | 5Y-CAN         | Авейль           | 0/57   | При посадке выкатился за пределы ВПП и потерял левое полукрыло.                                                                                       |
| 04.03.13 | 9Q-CBD         | Гома             | 7/9    | Плохие погодные условия. |
| 20.04.14 | 5Y-VVJ         | Гурель           | 0/3    | При посадке выкатился за пределы ВПП и частично разрушился.                                                                                           |
| 02.07.14 | 5Y-CET         | Найроби          | 4/4    | Грузовой самолёт упал, сразу после взлёта,на здание в районе аэропорта. Экипаж погиб.                                                                 |
| 06.08.14 | 5Y-BYE         | Могадишо         | 0/24   | Самолёт выполнял экскурсионный полёт. После приземления выкатился с ВВП, врезался в бетонное ограждение и получил значительное повреждение.           |
| 11.10.19 | 5Y-IZO         | Найроби          | 0/55   | Выкатился за пределы ВПП во время взлёта и получил серьёзные повреждения.                                                                             |
| 19.09.20 | 5Y-MHT         | Могадишо         | 0/4    | Выкатился за пределы ВПП и врезался в ограждение. |
| 18.07.22 | 5Y-JXN         | Могадишо         | 0/36   | Совершил жёсткую посадку, перевернулся и сгорел. Пострадали 3 человека.                                                                               |